# Microstigma deflexum
Microstigma deflexum är en korsblommig växtart som först beskrevs av Aleksandr Andrejevitj Bunge, och fick sitt nu gällande namn av Sergei Vasilievich Juzepczuk och Ekaterina Georgiewna Czerniakowska. Microstigma deflexum ingår i släktet Microstigma och familjen korsblommiga växter. Inga underarter finns listade i Catalogue of Life.